# Delray Beach Open 2015
Il Delray Beach Open 2015 è stato un torneo di tennis giocato sul cemento. È stata la 23ª edizione del Delray Beach Open, che fa parte della categoria ATP World Tour 250 series nell'ambito dell'ATP World Tour 2015. Si è giocato al Delray Beach Tennis Center di Delray Beach negli Stati Uniti, dal 16 al 22 febbraio 2015.

## Partecipanti

### Teste di serie
| Nazionalità | Giocatore            | Ranking* | Testa di serie |
| ----------- | -------------------- | -------- | -------------- |
| Sudafrica   | Kevin Anderson       | 15       | 1              |
| Stati Uniti | John Isner           | 18       | 2              |
| Ucraina     | Aleksandr Dolhopolov | 23       | 3              |
| Croazia     | Ivo Karlović         | 25       | 4              |
| Francia     | Adrian Mannarino     | 40       | 5              |
| Stati Uniti | Sam Querrey          | 41       | 6              |
| Stati Uniti | Steve Johnson        | 42       | 7              |
| Serbia      | Viktor Troicki       | 44       | 8              |

* Ranking al 9 febbraio 2015.

### Altri partecipanti
I seguenti giocatori hanno ricevuto una wild-card per il tabellone principale:
- Stefan Kozlov
- Denis Kudla
- Andrej Rublëv

I seguenti giocatori sono entrati in tabellone passando dalle qualificazioni:

- Thanasi Kokkinakis
- Yoshihito Nishioka
- Eric Quigley
- John-Patrick Smith

## Campioni

### Singolare
Ivo Karlović ha sconfitto in finale  Donald Young per 6–3, 6–3.
- È il sesto titolo in carriera per Karlović, il primo del 2015.

### Doppio
Bob Bryan /  Mike Bryan hanno sconfitto in finale  Raven Klaasen /  Leander Paes per 6–3, 3–6, [10–6].